# Bohuslav Martinů
Bohuslav Jan Martinů (8. prosince 1890 Polička – 28. srpna 1959 Liestal, Švýcarsko) byl český hudební skladatel klasické hudby. Vedle Bedřicha Smetany, Antonína Dvořáka a Leoše Janáčka patří mezi nejhranější české autory.
Byl skladatelem polymorfním, který prošel rozmanitými vývojovými fázemi, než dosáhl zcela osobitého slohu. Stylově má nejblíže ke generaci neo-klasiků (Arthur Honegger, Béla Bartók aj.).

## Život a dílo

### Mládí a pobyt v Československu

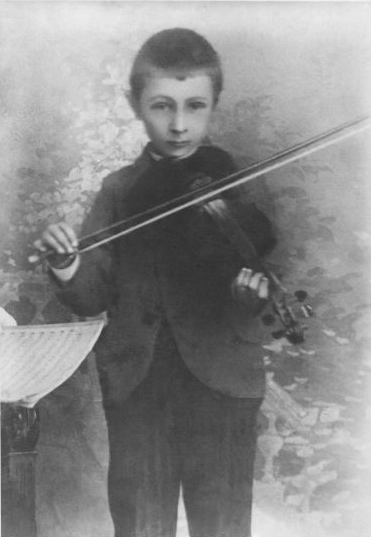
Bohuslav Martinů jako šesti- či sedmiletý houslista, Polička, kolem roku 1896

Pocházel z rodiny obuvníka a pověžného Ferdinanda Martinů a jeho ženy Karoliny roz. Klimešové, narodil se ve věžní místnosti kostela svatého Jakuba v Poličce. Měl dva starší sourozence: bratr František (1880–1958) byl akademickým malířem, sestra Marie (1882–1959) byla vyučená švadlena. Na pražské konzervatoři, kterou navštěvoval v letech 1906–1910, prošel dvěma odděleními – studium hry na housle přerušil a přešel do oddělení varhanního, kde se vyučovalo skladbě. Ani toto studium nedokončil. V letech 1920–1923 působil jako houslista v České filharmonii a jako úspěšný skladatel. V letech 1922–1923 se stal žákem Josefa Suka na mistrovské škole pražské konzervatoře.

### Pobyt ve Francii

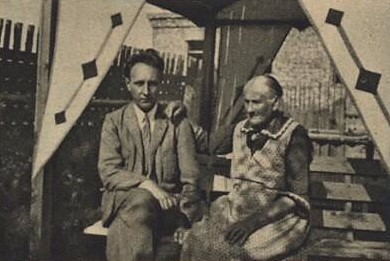
Bohuslav Martinů s matkou (Polička, 1927)

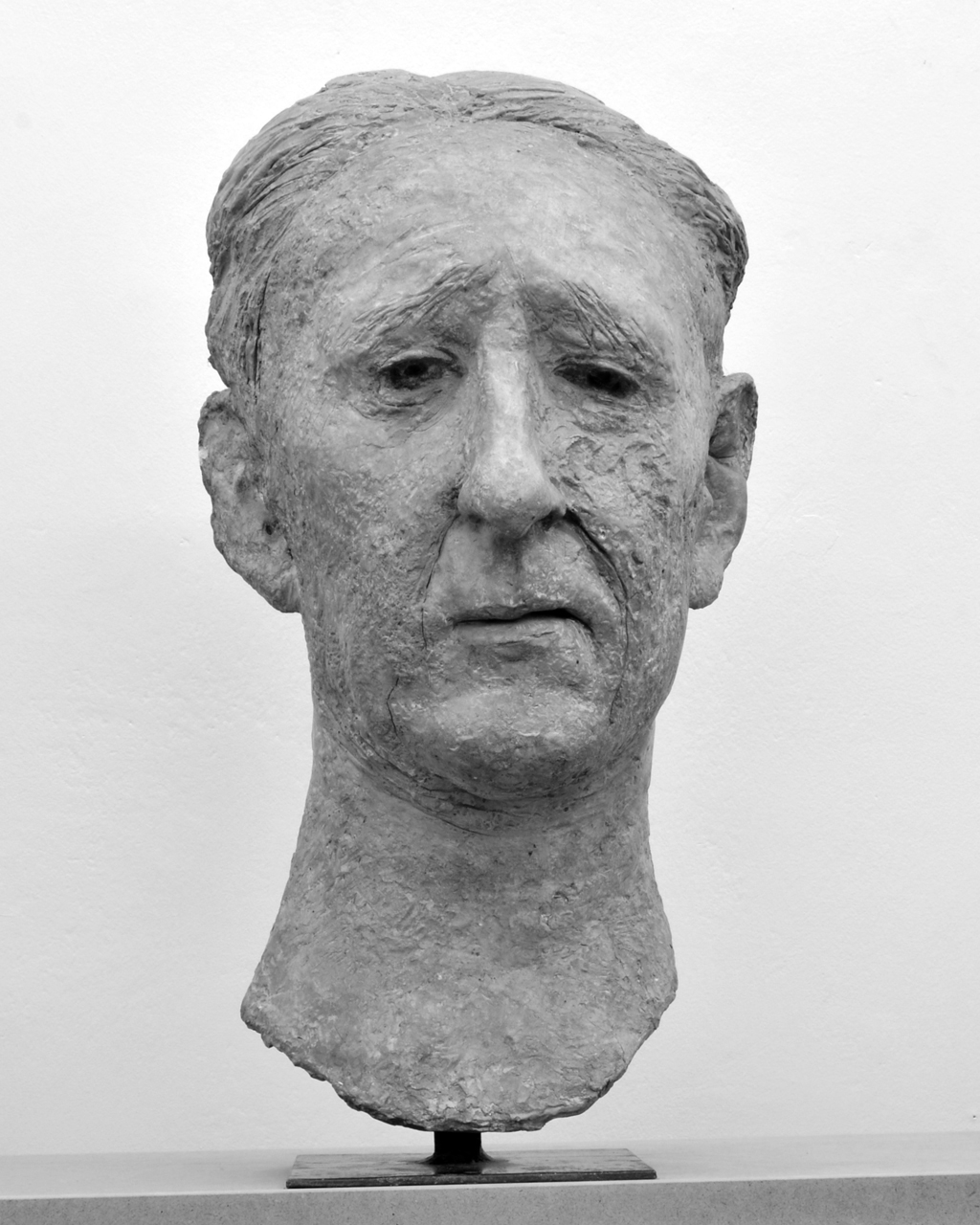
Vlasta Prachatická, Bohuslav Martinů (1978)

Od roku 1923 žil dlouhodobě mimo svou vlast, nejprve v Paříži, kde získal ministerské stipendium na studia u skladatele Alberta Roussela. Obdivoval od mládí francouzské umění, především jeho řád, čistotu, rovnováhu a vytříbený vkus. Hudba Paříže se po roce 1920 změnila. Impresionismus přestal vládnout hudební scéně, tentokrát to byla hudba Pařížské šestky, jazz a především Stravinskij, který mu ukázal moderní návaznost na folklorní východisko. Ve třicátých letech svou techniku svazku s domácími lidovými zdroji uplatnil zvláště v řadě scénických skladeb, počínaje baletem se zpěvy Špalíček. Úspěchu se dočkala i jeho tvorba inspirovaná rag-timovou oblastí, zejména v baletu Kuchyňská revue nebo v opeře Tři přání. Celý život se snažil být skladatelem širokého tvůrčího záběru. Výrazně jej ovlivnil novoklasicismus s hudební formou concerta grossa, pocházející ze 17. století. Ta se mu stala východiskem pro řadu nových děl. Po podepsání Mnichovské dohody a vypuknutí druhé světové války se octl v nedobrovolné emigraci. Hlásil se do zahraniční československé armády, ale pro vysoký věk nebyl přijat. Na texty Jiřího Muchy s využitím biblických předloh zkomponoval Polní mši, kterou připsal Československým dobrovolníkům na francouzské frontě.
Jeho klíčovým scénickým dílem třicátých let se stala „opera – sen“ Julietta. Předloha (Georges Neveux) jej vedla do iracionálního světa představ s jeho na fantazii založenou „snovou logikou“. Vstup Julietty na scénu svázal s harmonicky neobvyklým spojem dvou akordů, který se pak stal v řadě jeho dalších skladeb nápadným znakem a originálním myšlenkovým dědictvím Julietty.

### Pobyt v USA 1926 - 1953

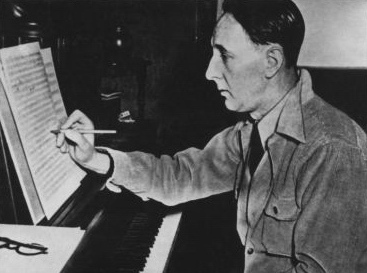
Bohuslav Martinů u klavíru pracující na své druhé symfonii. New York, kolem roku 1942

V roce 1926 se seznámil s Francouzkou Charlotte Quennehenovou (1894–1978), se kterou uzavřel sňatek v roce 1931. Po obsazení Francie manželé Martinů emigrovali v roce 1941 do USA, kde zůstali až do roku 1953 (s krátkými návraty v období 1955–1956). Ve Spojených státech usiloval o nový lyrismus. V období čtyřicátých let nabýval fantazijní prvek v jeho tvorbě stále větší důležitosti. Symfonie z válečného období komponované pro americké orchestry jsou pozoruhodné svou spontánností, logickým uspořádáním celku, rytmickou svěžestí a silně synkopovanou melodií. Vzácnou harmonickou čistotou a především nedefinovatelnou „českou aurou“ připomíná pozdní tvorbu Antonína Dvořáka. V padesátých letech vytvářel díla plná fantazie a nespoutaného výrazu i při zachování smyslu pro formu. Tento umělecký přístup obohatil jeho pozdní velké kompozice jako jsou Symfonie č. 6 Symfonické fantazie a průzračné dílo Fresky Piera della Francesca, v nichž kultivovaná neoimpresionistická struktura předchází principy aleatoriky a navozuje nekonečný svět imaginace. Souběžně s těmito díly komponoval řadu skladeb s lidovými náměty, „pozdravy domů“, které upoutávají jednoduchostí a čistotou výrazu. V posledních letech svého života se bez přehnané sentimentality začínal znovu obracet k základním otázkám lidské existence. Tato tendence je zřejmá v Řeckých Pašijích a v „Eposu o Gilgamešovi“ a také v instrumentálních skladbách, jako jsou symfonické „Paraboly“ a Koncert č. 4 pro klavír „Inkantace“. V pozdním období vyslovil myšlenku, která pro lidstvo 21. století stále více nabývá na významu:
„Umělec se stále ptá po smyslu života, svého vlastního i lidstva, hledá pravdu. Systém neurčitosti otevírá naše každodenní životy. Tlak mechanizace a uniformity je pro člověka impulsem k tomu, aby protestoval a umělec má jen jednu možnost, jak tento protest vyjádřit a tím je jeho hudba.“
V roce 1946 vyučoval na Berkshire Music School, kde utrpěl těžký úraz, jehož následky pociťoval až do konce života. Po tragické smrti Jana Masaryka (1948) opustil od myšlenky na návrat do Československa a zůstal v emigraci. Byl jmenován profesorem skladby na Princeton University v New Jersey (1948–1951), vyučoval na Mannes College of Music v New Yorku, převážně v období 1948–1956. V roce 1952 získal americké občanství.

### Návrat do Evropy 1953

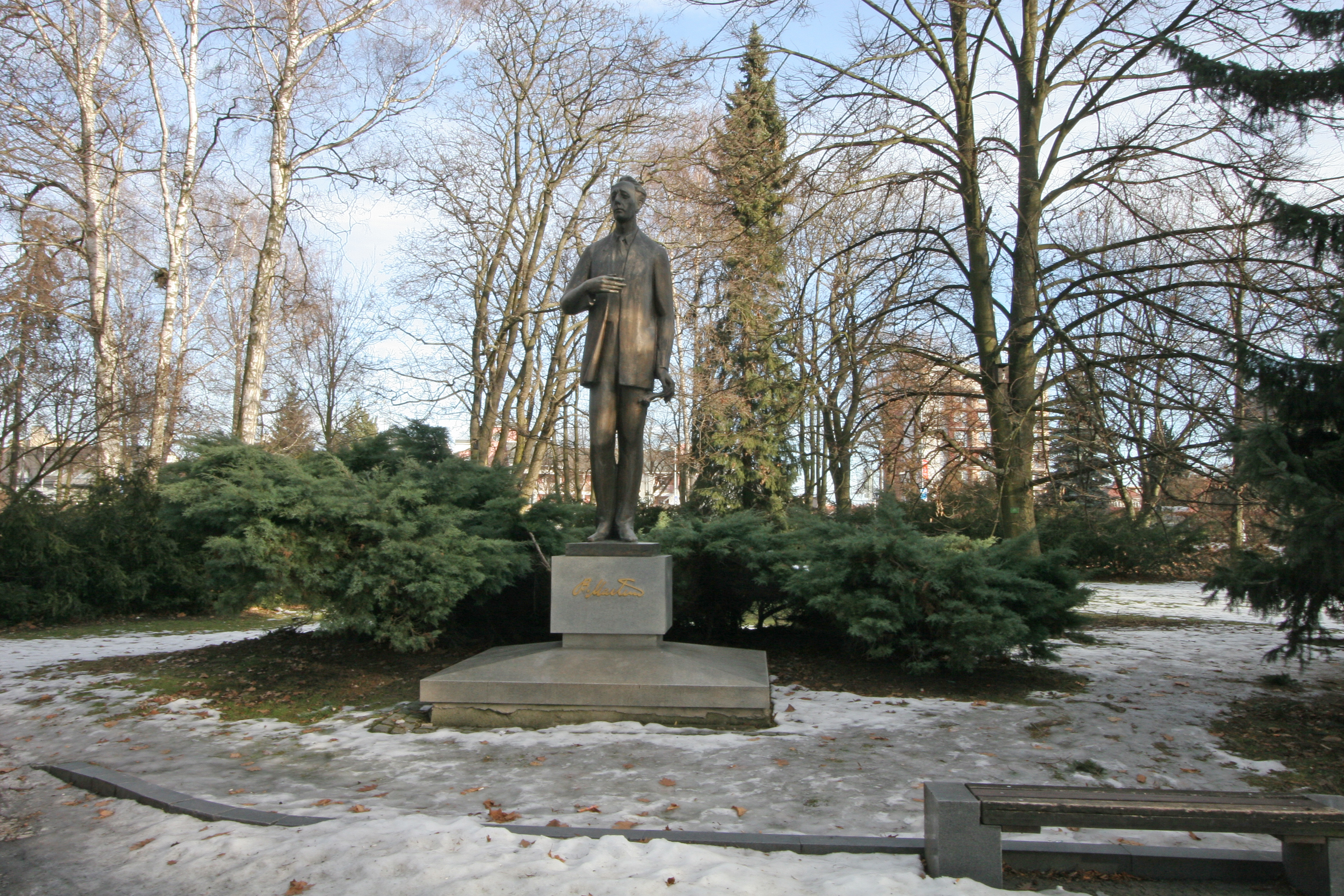
Pomník Bohuslava Martinů v městských sadech v Poličce

V roce 1953 mu bylo uděleno stipendium od Guggenheimovy nadace, které mu umožnilo opustit USA a komponovat v klidu v Evropě (Nice). Od té doby žil převážně ve Francii, Itálii a Švýcarsku. Byl zvolen členem amerického National Institute of Arts and Letters (1955), krátce vyučoval na Curtis Institute ve Filadelfii a opět na Mannes School of Music v New Yorku, než se definitivně vrátil v květnu 1956 do Evropy, kde vyučoval jako „composer in residence“ na Americké akademii v Římě. V roce 1957 opět obdržel stipendium od Guggenheimovy nadace. Přátelé z let třicátých, Paul a Maja Sacherovi, pozvali manžele Martinů na sklonku skladatelova života k sobě na Schönenberg poblíž Basileje natrvalo.
Zemřel 28. srpna 1959 v nemocnici ve švýcarském Liestalu a byl pohřben na Sacherově pozemku na Schönenbergu. V roce 1979 byly jeho pozůstatky převezeny do rodné Poličky, kde byl pohřben vedle své ženy Charlotty, zemřelé v předcházejícím roce. V rodném městě je také zbudován jeho památník a jednou ze tří součástí Městského muzea a galerie Polička je Centrum Bohuslava Martinů.

## Nejvýznamnější skladby
- 1. smyčcový kvartet, 1920–1922
- Istar, balet, 1921
- Loutky I–III, 1912–1924
- Half-time, 1924
- 2. smyčcový kvartet, 1925
- La Bagarre (Vřava), 1926

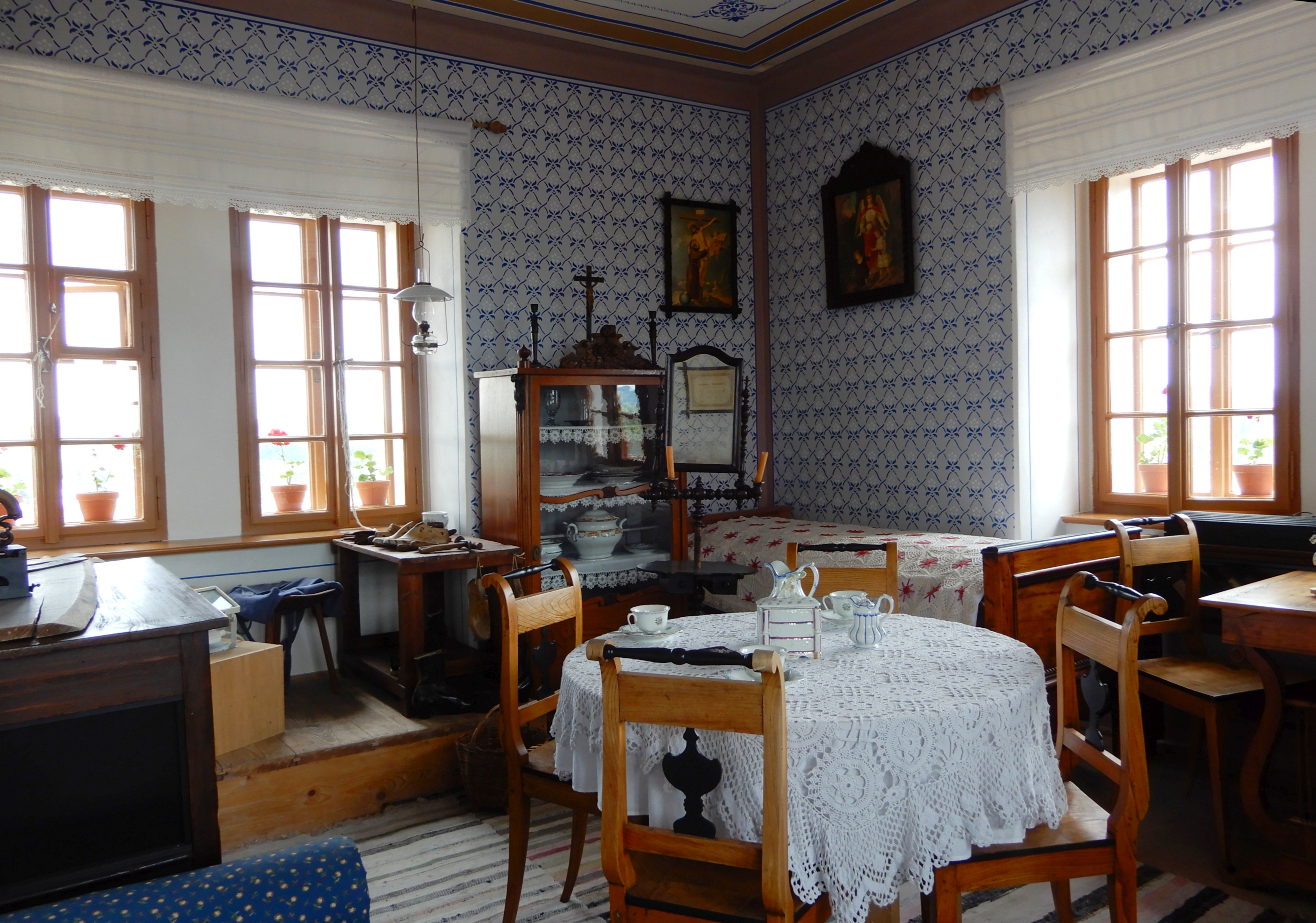
Polička, rodná světnička v ochozu věže kostela sv. Jakuba

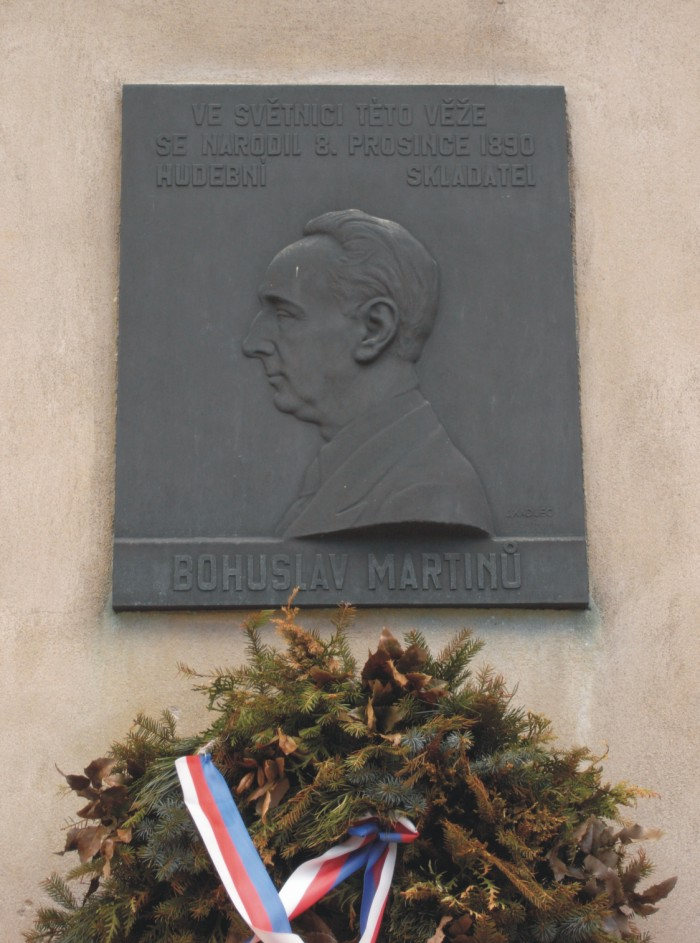
Pamětní deska Bohuslava Martinů na věži kostela sv. Jakuba v Poličce, kde se skladatel narodil

- Kuchyňská revue, jazzový balet o 1 dějství, 1927, baletní libreto Jarmila Kröschlová, verše J. L. Budín (= JUDr. Jan Löwenbach)
- Ruce (Les mains), balet. [pozn. 1]
- Violoncellový koncert, 1930
- Les Rondes, suita, 1930
- Špalíček, balet, 1931–1932
- Concerto grosso, 1937
- 5. smyčcový kvartet, 1938
- Dvojkoncert pro dva smyčcové orchestry, klavír a tympány, 1938
- Sinfonietta giocossa pro klavír a orchestr, 1940
- 1. symfonie, 1942
- 2. symfonie, 1943
- Památník Lidicím, 1943
- 3. symfonie, 1944
- 4. symfonie, 1945
- 5. symfonie, 1946
- 6. smyčcový kvartet, 1946
- Koncert pro klavír a orchestr č. 3, premiéra 20. listopadu 1949 v Dallasu, sólista Rudolf Firkušný
- Stowe Pastorals, nonet, 1951
- 6. symfonie (Symfonické fantazie), 1953, premiéra 1955
- Gilgameš, oratorium, 1954–1955
- Otvírání studánek, kantátový cyklus, 1955
- Fresky Piera della Francesca, 1955
- Koncert pro hoboj a malý orchestr, 1955
- 4. klavírní koncert Inkantace, 1956
- 5. klavírní koncert Fantasia concertante, 1957
- Rytiny, 1958
- Nonet č. 2, 1958

## Operní tvorba
- Voják a tanečnice, komická opera o třech dějstvích, 1927,
- Slzy nože, komorní opera, 1928
- Tři přání, opera-film, 1929
- Hry o Marii, opera, 1933–1934
- Hlas lesa, komorní opera, 1935
- Veselohra na mostě, komická rozhlasová opera,1935
- Divadlo za bránou, opera - balet, 1936
- Julietta (Snář), opera, 1936–1937
- Dvakrát Alexandr, komická opera, 1937
- Čím lidé žijí, televizní opera, 1951-52
- Ženitba, komická opera, 1952
- Mirandolina, opera, 1959
- Řecké pašije, opera, první verze 1954–1957, druhá verze 1957–1959
- Ariadna, opera, 1958

## Žáci Bohuslava Martinů
Mezi žáky Bohuslava Martinů vynikli zvláště tři, těšící se mimořádné přízni skladatele: Češi Vítězslava Kaprálová (1915–1940), Jan Novák (1921–1984) a Američan Earl George (1924–1994). Z dalších Ned Rorem (1923), Alan Hovhaness (1911–2000), Herbert Owen Reed (1910–2014), Howard Shanet (1918–2006), Chou Wen-chung (1923–2019), Burt Bacharach (1928–2023) a jiní.

## Nadace Bohuslava Martinů
Dne 7. 7. 1969 byla ve Švýcarsku založena Nadace Bohuslava Martinů („Stiftung-Martinů“) basilejskými přáteli Bohuslava Martinů Paulem Sacherem a Conradem Beckem složením symbolické částky. Intencí zakladatele bylo získat pro tuto Nadaci pozdější výtěžky díla Martinů, které by do ní plynuly po smrti skladatelovy ženy (manželství Martinů bylo bezdětné a nebylo tedy přímých dědiců). Charlotte Martinů byla tomuto počinu nakloněna, ale měla zájem, s přihlédnutím k národnosti manžela a k jeho národnímu smýšlení, aby část tohoto výnosu plynula rovněž do Prahy. Výsledkem dlouhých mezinárodních jednání byl vznik rovněž československé Nadace Bohuslava Martinů, a to roku 1977. Dvacátého prvního února 1977 byla v pražském Divadle hudby slavnostně založena „Societas Martinů – Společnost Bohuslava Martinů“ za přítomnosti Charlotte Martinů, která si toto uspořádání přála a po němž následoval i akt převedení podstatné části autorských práv na Prahu. Aby Společnost BM v tehdejších totalitních poměrech mohla existovat, musela formálně přijmout zastřešení pod již existující Českou hudební společnost.

## Institut Bohuslava Martinů
V roce 1995 byl v Praze založen Institut Bohuslava Martinů. Impuls k založení studijního centra, jež by zajišťovalo veškerý informační servis, vzešel od skladatele Viktora Kalabise, bývalého prezidenta správní rady Nadace B. Martinů. Ředitelem nově vzniklého institutu se stal Aleš Březina, který tuto funkci zastává dodnes.
V současnosti je institut moderním muzikologickým pracovištěm, které shromažďuje veškeré pramenné materiály k životu a dílu B. Martinů (kopie autografů, korespondence, programy a další dokumenty), disponuje veřejnosti přístupnou rozsáhlou knihovnou a audiotékou. Institut také provozuje webové stránky www.martinu.cz, kde je elektronická online databáze pramenů a knihovny. Institut také vydává třikrát ročně anglicky psaný časopis Martinů Revue, který je k dispozici v tištěné i elektronické formě.
Dlouhodobým posláním institutu a zároveň jeho hlavním a nejdůležitějším projektem je Souborné vydání děl Bohuslava Martinů – tedy postupné vydávání notových edic všech kompozic Bohuslava Martinů na základě pečlivého studia všech dostupných pramenů a za použití nejnovějších hudebně-filologických a textově-kritických metod.

## Zajímavosti
V roce 2022 byla objevena v pozůstalosti po Borisi Lipnitzkém dosud neznámá skladba, Romance pro housle a klavír (H 186bis). Skladba byla poprvé uvedena v transkripci pro violoncello a klavír na 8. benefičním koncertu Institutu Bohuslava Martinů dne 8. listopadu 2022 v Profesním domě v Praze. Skladbu provedli violoncellista Petr Nouzovský a klavírista Martin Kasík.
Světové premiéry původní verze pro housle a klavír se ujali houslista Frank Peter Zimmermann a klavírista Martin Helmchen dne 10. ledna 2023 na recitálu ve Wigmore Hall v Londýně.